# Козлы (Кемеровская область)
Козлы — посёлок в Кемеровской области России, входит в состав Анжеро-Судженского городского округа. Население 9 человек (2021).

## География
Посёлок расположен в Кузнецкой котловине, в лесной местности, вблизи административной границы с Яйским районом и находится на р. Козлы. Уличная сеть состоит из двух географических объектов, с однотипным названием: ул. Еловая и ул. Еловая 1-я.

## Население
| 1970 | 1979 | 1989 | 2002 | 2010 | 2021 |
| ---- | ---- | ---- | ---- | ---- | ---- |
| 161  | ↘71  | ↘45  | ↗68  | ↘30  | ↘9   |

Национальный и гендерный состав
По данным Всероссийской переписи населения на 2010 год, в посёлке проживало 30 человек (16 мужчин и 14 женщин, 53,3 и 46,7 %% соответственно).
Согласно результатам переписи 2002 года, в национальной структуре населения русские составляли 87 % от 38 жителей.